# 宁波帮严氏建筑群
29°48′36.32″N 121°31′43.04″E / 29.8100889°N 121.5286222°E
宁波帮严氏建筑群位于中国浙江省宁波市鄞州区钟公庙街道铜盆闸村炎家，清末民初建筑，为民国早期宁波帮杰出代表严康懋故里，包括严氏宗祠、严氏故居、严氏义庄、严氏义仓等建筑，严氏宗祠坐西北朝东南，为单檐硬山顶高平房砖木结构，严氏故居由正厅及暖阁两部分组成，为合院式结构，严氏义仓主体坐北朝南，为单进楼房，2010年9月公布为鄞州区文物保护单位:433，2013年进行修缮工程，2014年完工，后成为综合性公益慈善平台“善园”所在地，总占地面积16000平方米，于2015年6月17日开工，2017年6月17日开园，为中国大陆首家公益慈善综合体。